# Кумачово
Кумачо́во (укр. Кумачове) — село на Украине, находится в Старобешевском районе Донецкой области. Под контролем самопровозглашённой Донецкой Народной Республики.

## География
Село расположено на реке под названием Грузский Еланчик, исток которой находится в его северных окрестностях.

#### Соседние населённые пункты по сторонам света
С: Вишнёвое
СЗ: Колоски, Ленинское
СВ: Культура, Светлый Луч
З: Новозарьевка
В: Ульяновское
ЮЗ: Воровское, Каменка, Широкое
ЮВ: Берестовое
Ю: Победа, Лужки, Глинка (ниже по течению Грузского Еланчика) 

## История
Слобода Покрово-Киреево Мариупольского уезда Екатеринославской губернии (сейчас — село Кумачово Старобешевского района Донецкой области) была названа по имени владельца — гвардии поручика Андрея Киреева и Покровской церкви (1862), находящейся в ней.
Решением Сталинского облисполкома № 197 от 30.05.1958 г. село Покрово-Киреево переименовано в Кумачево.

## Местный совет
Кумачово — административный центр Кумачовского сельского совета.
Адрес местного совета: 87260, Донецкая область, Старобешевский р-н, с. Кумачово, ул. Ручко, д.1.

## История

### Российское вторжение на Украину
19 ноября 2023 года по сельскому клубу, где проходила церемония награждения бойцов российской 810-й отдельной бригады морской пехоты, был нанесён удар. В результате погибла российская актриса Полина Меньших, выступавшая перед военными с концертом в зале, вмещавшем 150 человек. Согласно сообщению украинских представителей, также были убиты 20 российских солдат. Российский военный эксперт заявил о 23 убитых и до 80 раненых военных РФ.